# Pierre-Emerick Aubameyang
Pierre-Emerick Aubameyang (Laval, 18. lipnja 1989.) gabonski je nogometaš koji igra za Marseille i gabonsku nogometnu reprezentaciju. Može igrati na pozicijama napadača i krila. Gabonac je po prvi put izabran za najboljeg afričkog nogometaša za 2015. godinu, prekinuvši dominaciju Yaye Touréa iz Obale Bjelokosti koji je četiri godine zaredom bio afrički laureat.

## Karijera
Profesionalnu karijeru započeo je u redovima talijanskog Milana, međutim nije zaigrao nijednu utakmicu za klub, već je četiri sezone bio na posudbama. Tako je prve nastupe imao u Dijonu, gdje je u 34 ligaška nastupa postigao 8 golova. Iduće sezone odlazi na posudbu u Lille gdje je nastupio 14 puta te postigao 2 pogotka. Godine 2010. odlazi na posudbu u Monaco, gdje se zadržao samo šest mjeseci, te u siječnju 2011. godine opet odlazi na posudbu, ovaj put u Saint-Étienne, za koji potpisuje stalni ugovor u prosincu iste godine. 
U veljači 2012. godine postiže svoj prvi hat-trick, u utakmici protiv Lorienta. Dana 20. travnja 2013. godine, osvojio je svoj prvi veliki trofej, pobjedom svog kluba u finalu francuskog Liga kupa protiv Rennesa. Također, s 19 pogodaka sezone 2012./2013. bio je drugi najbolji strijelac Ligue 1, iza Zlatana Ibrahimovića. 
Dana 4. lipnja 2013. godine, prelazi u redove Borussije Dortmund s kojom je potpisao petogodišnji ugovor. U svom ligaškom debiju protiv Augsburga postigao je hattrick, a prvi gol je postigao iz svog prvog udarca u ligi. Također je postao prvi Gabonac koji je zaigrao u Bundesligi. Dana 27. studenog 2013. godine postigao je i prvi gol u Ligi prvaka, u utakmici protiv Napolija. 2018. stigao je u Arsenal i potpisao ugovor do 30. lipnja 2022.

## Međunarodna karijera
Iako je bio pozvan da zaigra za talijnsku reprezentaciju do 19 godina, prvi nastup je zabilježio u francuskoj reprezentaciji do 21 godine protiv Tunisa. Godine 2009. pozvan je u gabonsku nogometnu reprezentaciju, te je bio jedan od ključnih igrača na Afričkom kupu nacija 2012. godine, kada su stigli do četvrtfinala. Također je nastupio na Olimpijskim igrama 2012. godine u Londonu, međutim reprezenacija Gabona nije prošla grupnu fazu natjecanja. Predstavljao je Gabon na Afričkom kupu nacija u svojoj zemlji u 2017. godini. Domaćin se oprostio od daljnjeg turnira remijem bez pogodaka protiv Kameruna. Gabon je tako postao prvi domaćin u povijesti Kupa nacija koji završava svoj nastup u natjecanju po skupinama.

## Vanjske poveznice
- Profil, Soccerway
- Profil, Transfermarkt